# Mahanagar Telephone Nigam
Mahanagar Telephone Nigam Limited ist ein staatliches indisches Unternehmen mit Firmensitz in Mumbai. 
MTNL ist Anbieter für Telekommunikationsdienstleistungen in den Städten Mumbai, Thane, Neu-Delhi und Navi Mumbai in Indien. Bis, im Jahre 2000, der Telekommunikationssektor in Indien liberalisiert wurde, besaß MTNL ein Monopol.